# Molibdat d'argent
El molibdat d'argent és un compost inorgànic, del grup de les sals, que està constituït per anions molibdat {\displaystyle {\ce {MoO4^{2-}}}} i cations argent (1+) {\displaystyle {\ce {Ag+}}}, la qual fórmula química és {\displaystyle {\ce {Ag2MoO4}}}. El molibdat d'argent es presenta en forma de cristalls beix que cristal·litzen en el sistema tetragonal. La seva densitat és de 6,18 g/cm³ i el seu punt de fusió és de 483 °C. És insoluble dins aigua (només 0,00386 g en 100 g d'aigua a 25 °C). És sensible a la llum.